# Oberste Mühle (Gladbach)
Die Oberste Mühle war eine Wassermühle mit einem unterschlächtigen Wasserrad am Gladbach in der Stadt Mönchengladbach.

## Geographie
Die Oberste Mühle hatte ihren Standort an der linken Seite des Gladbachs, am früheren Weiher-Tor, an der heutigen Einmündung der Weiherstraße in die Lüpertzender Straße. Sie war die erste Mühle am Gladbach. Unterhalb befand sich die Flieschermühle. Das Gelände, auf dem das Mühlengebäude stand, hat eine Höhe von ca. 62 m über NN.

## Gewässer
Der Gladbach, (GEWKZ 28614) der auch Namensgeber der Stadt Mönchengladbach ist, war über Jahrhunderte eine wichtige Lebensader. Er versorgte die Anwohner und insgesamt acht Mühlen mit Wasser und war der Ursprung der aufblühenden Textilindustrie in Mönchengladbach. Der etwa 6,3 km lange Gladbach entsprang in Waldhausen, durchquerte die Stadtteile Pesch und Lürrip und mündete bei Uedding in die Niers. Er ist heute größtenteils verrohrt und fließt ab der Volksbadstraße auf 1.904 m als offenes Gerinne entlang der Bahnstrecke Mönchengladbach–Düsseldorf bis zur Niers. Das Einzugsgebiet des Gewässers beträgt 26,208 km2. Die Pflege und der Unterhalt des Gewässers obliegt der NEW AG.

## Geschichte
Die Oberste Mühle hatte 1210 ihre urkundliche Ersterwähnung, als Abt Hermann I (1190–1200) die Mühle zusammen mit der Fliescher- und der Krallsmühle aus eigenen  Mitteln erwarb und sie dem Konvent der Mönche vermachte. Bei der Mühle handelte es sich um eine unterschlächtige Fruchtmühle, die vom Konvent mit Pachtvertrag vergeben wurden. Hieraus entstanden im Laufe der Zeit auch Namensänderungen der Mühle. So wurde die Oberste Mühle auch Scherrenmühle, Scharrenmühle oder Horns Mühle genannt.
Im Dreißigjährigen Krieg wurde die Mühle im November 1640 niedergebrannt. Gleiches passierte am 19. September 1642 als bei der Befreiung der Stadt die zur Mühle gehörende Scheune niederbrannte. Nach der Befreiung wurde die Mühle wieder aufgebaut.  Ab 1790 bewirtschafteten die Mönche die Mühle wieder selbst. Am 8. Oktober 1803 kaufte  Johann Compes die Oberste Mühle im Rahmen der Säkularisation für 7.700 Francs. 1840 kauften die Gebrüder Horn die Mühle und bauten sie zur wasserkraftbetriebenen Spinnerei um. Im Zweiten Weltkrieg wurde die Mühle bei einem Bombenangriff zerstört.

## Galerie

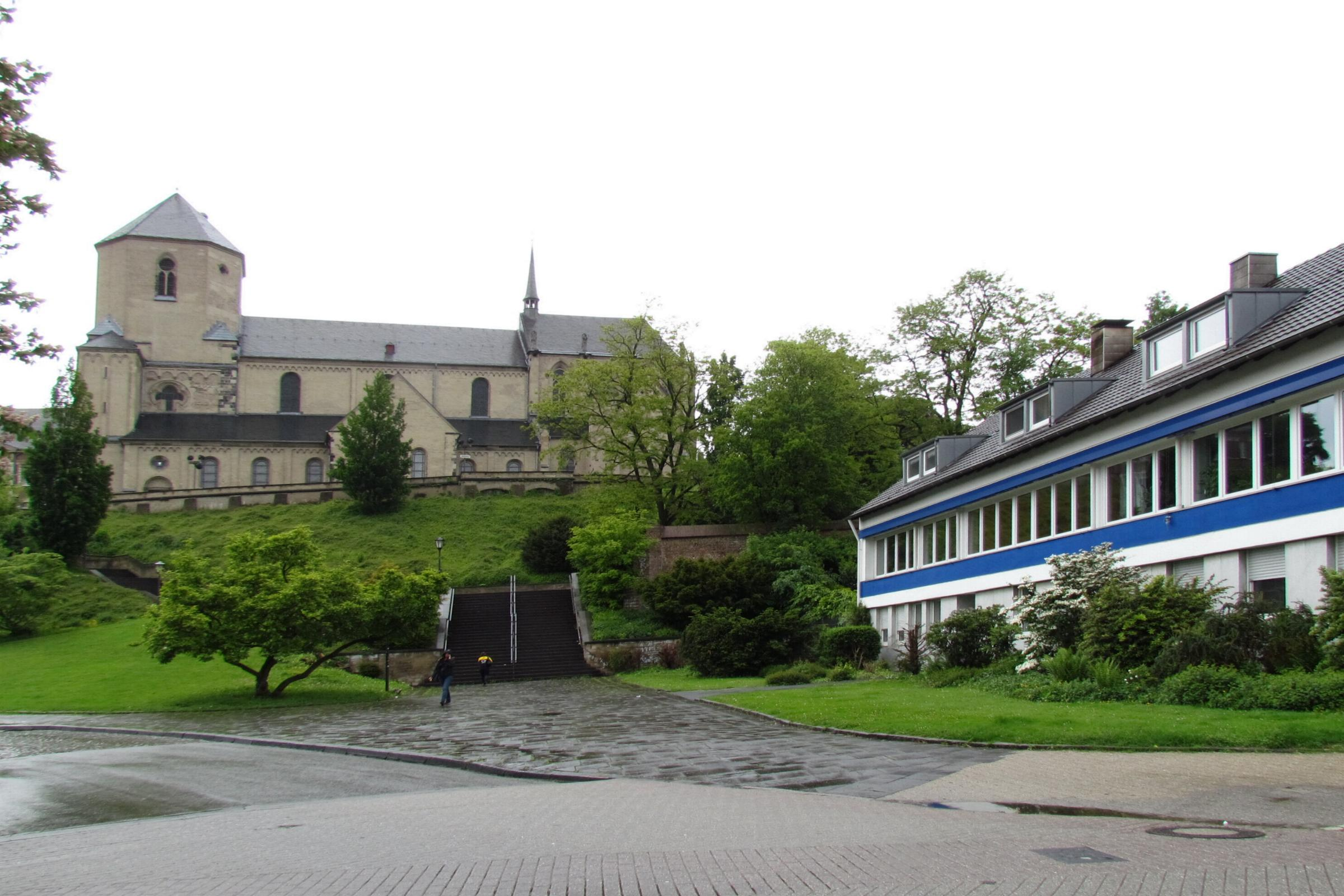
Einstiger Standort der Obersten Mühle
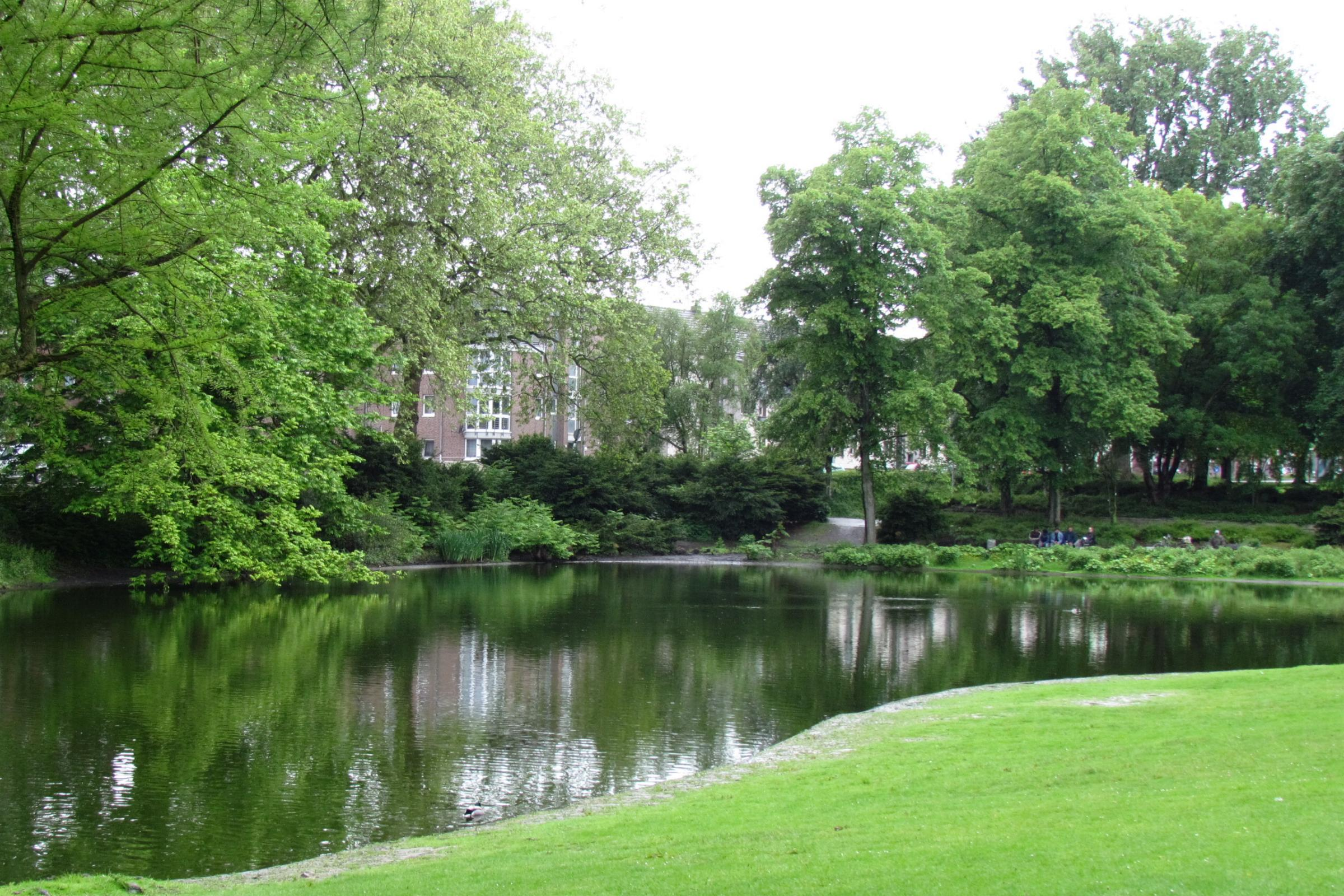
Der Geroweiher in der Nähe der Obersten Mühle
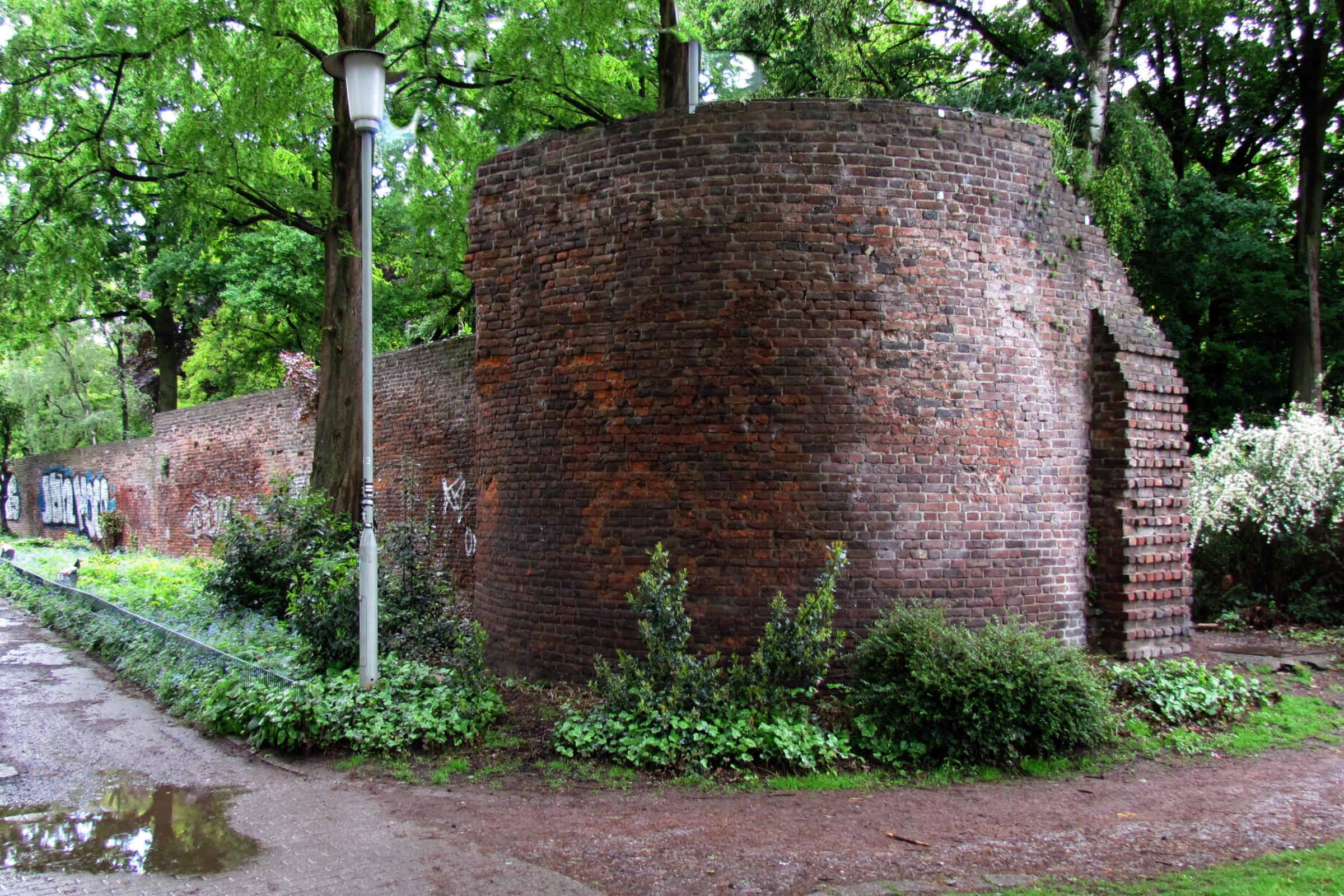
Stadtmauer am früheren Standort
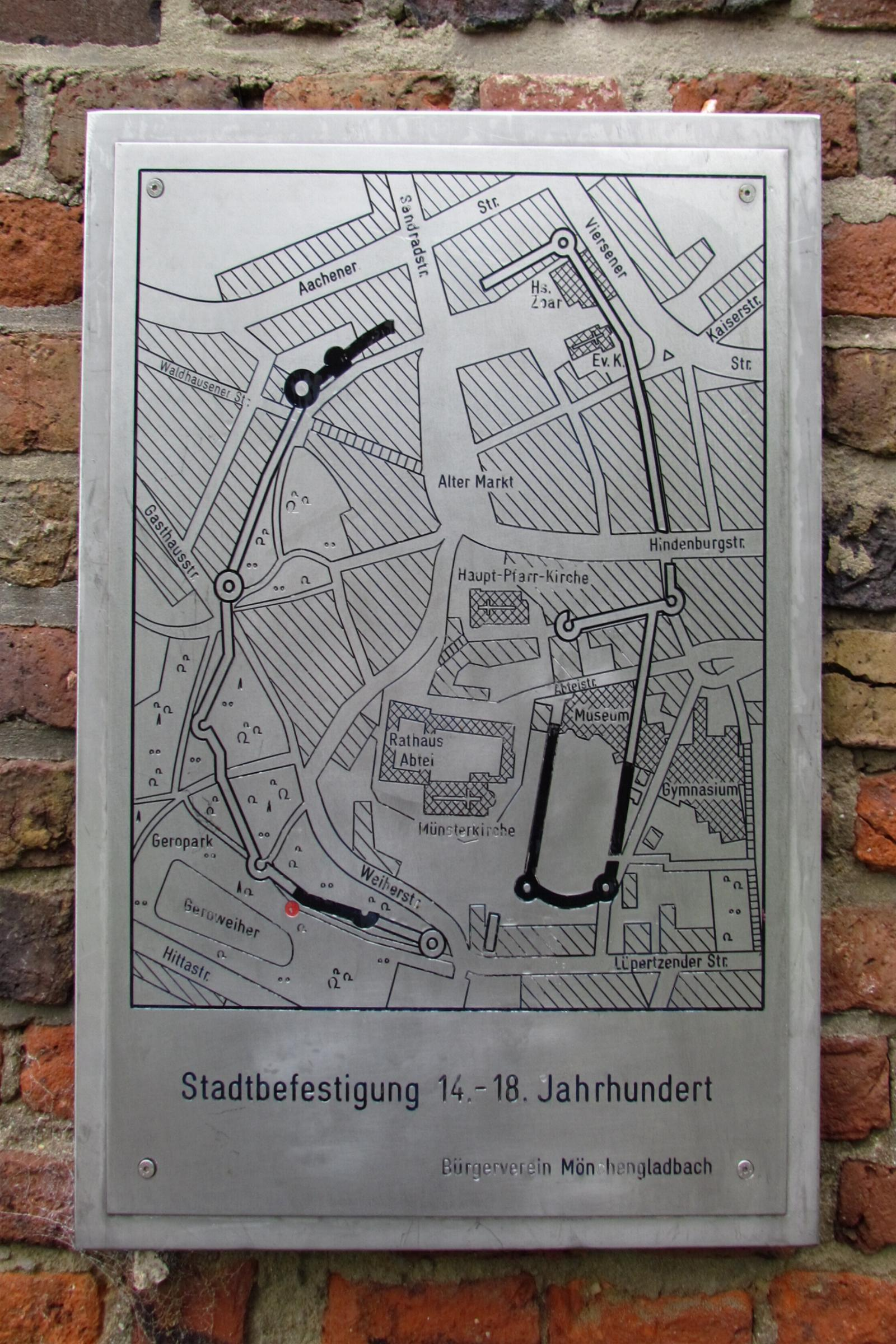
Tafel der einstigen Stadtbefestigung
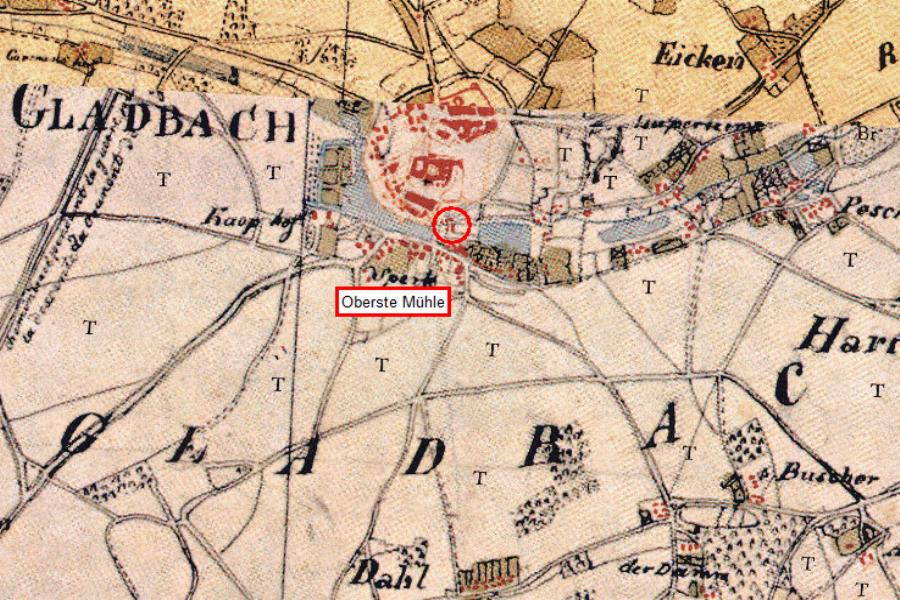
Die Oberste Mühle auf der Tranchotkarte 1803–1820
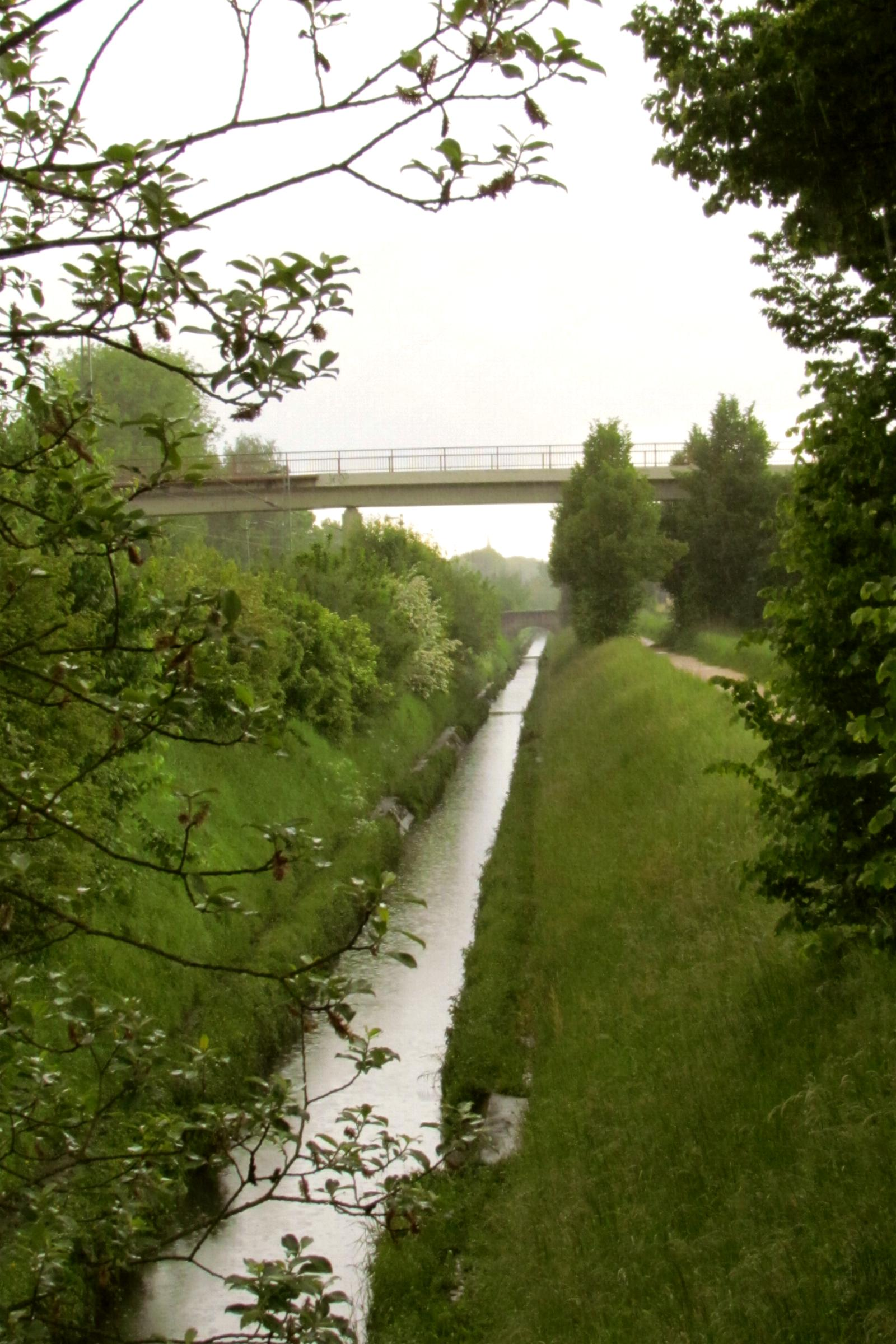
Der Gladbach als offenes Gerinne
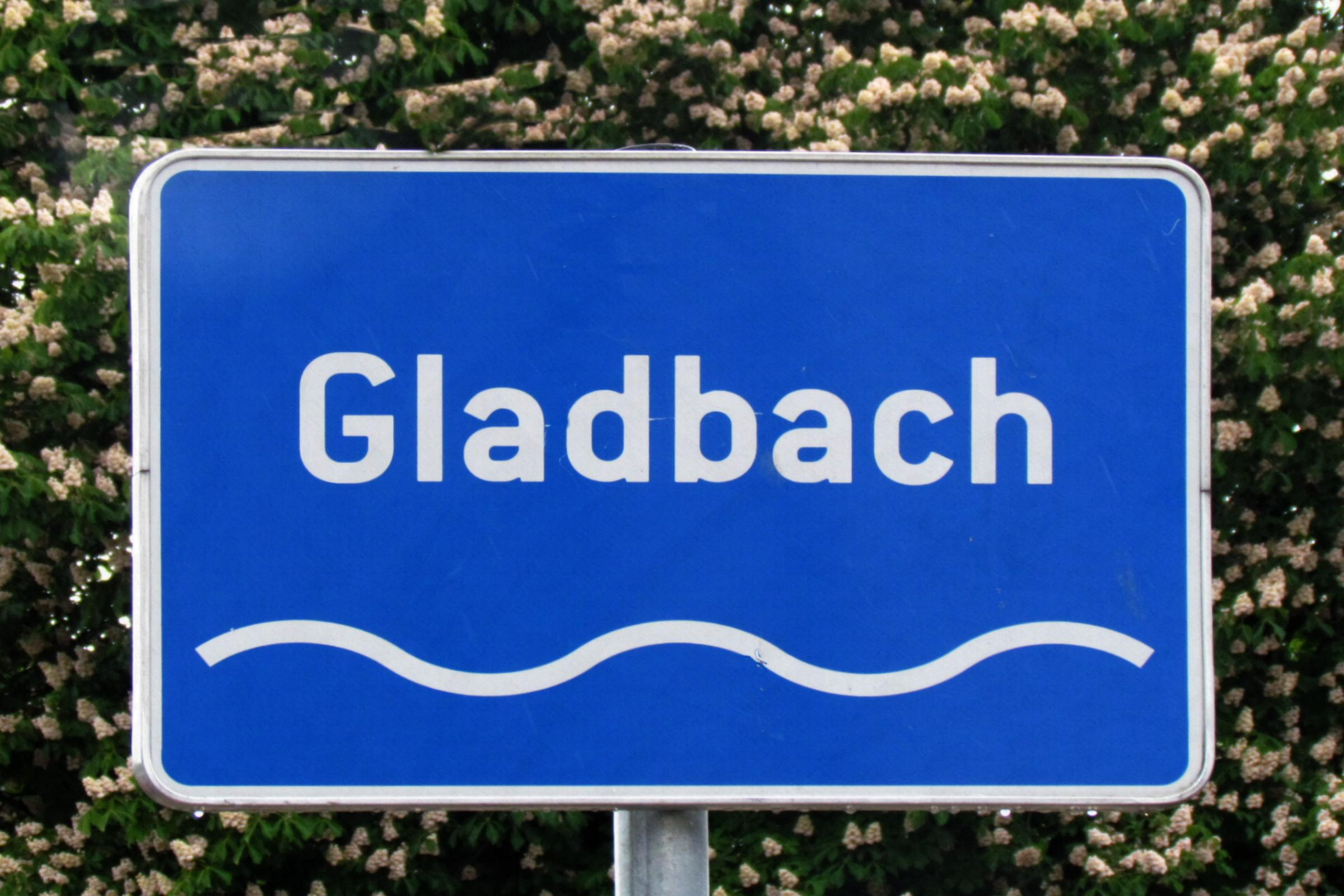
Hinweisschilder zeigen den Kanalverlauf des Gladbachs an